# Gütersloh Hauptbahnhof
Gütersloh Hauptbahnhof – główny dworzec kolejowy w Gütersloh, w kraju związkowym Nadrenia Północna-Westfalia, w Niemczech. Stacja została otwarta w 1847. Znajdują się tu 2 perony.